# Drymonia (djur)
Drymonia är ett släkte av fjärilar som beskrevs av Jacob Hübner 1819. Drymonia ingår i familjen tandspinnare.

## Dottertaxa tillDrymonia, i alfabetisk ordning[1][2]
- Drymonia albescens
- Drymonia albida
- Drymonia albifasciata
- Drymonia albisignata
- Drymonia albofasciata
- Drymonia anadolua
- Drymonia approximata
- Drymonia argentea
- Drymonia bicolor
- Drymonia centralariae
- Drymonia concolor
- Drymonia corax
- Drymonia daisenensis
- Drymonia danieli
- Drymonia deleta
- Drymonia delineata
- Drymonia discoidalis
- Gulsvansspinnare, Drymonia dodonaea
- Drymonia dodonides
- Drymonia esmera
- Drymonia fusca
- Drymonia grisea
- Drymonia ilicis
- Drymonia illunulata
- Drymonia intermedia
- Drymonia japonica
- Drymonia lunula
- Drymonia melagona
- Drymonia melanochroa
- Drymonia moghrebana
- Drymonia nigrescens
- Drymonia nigroramosa
- Drymonia obliterata
- Drymonia purpurascens
- Drymonia roboris
- Vintereksspinnare, Drymonia ruficornis
- Drymonia trimaculata
- Drymonia wageneri
- Drymonia vivida

## Bildgalleri

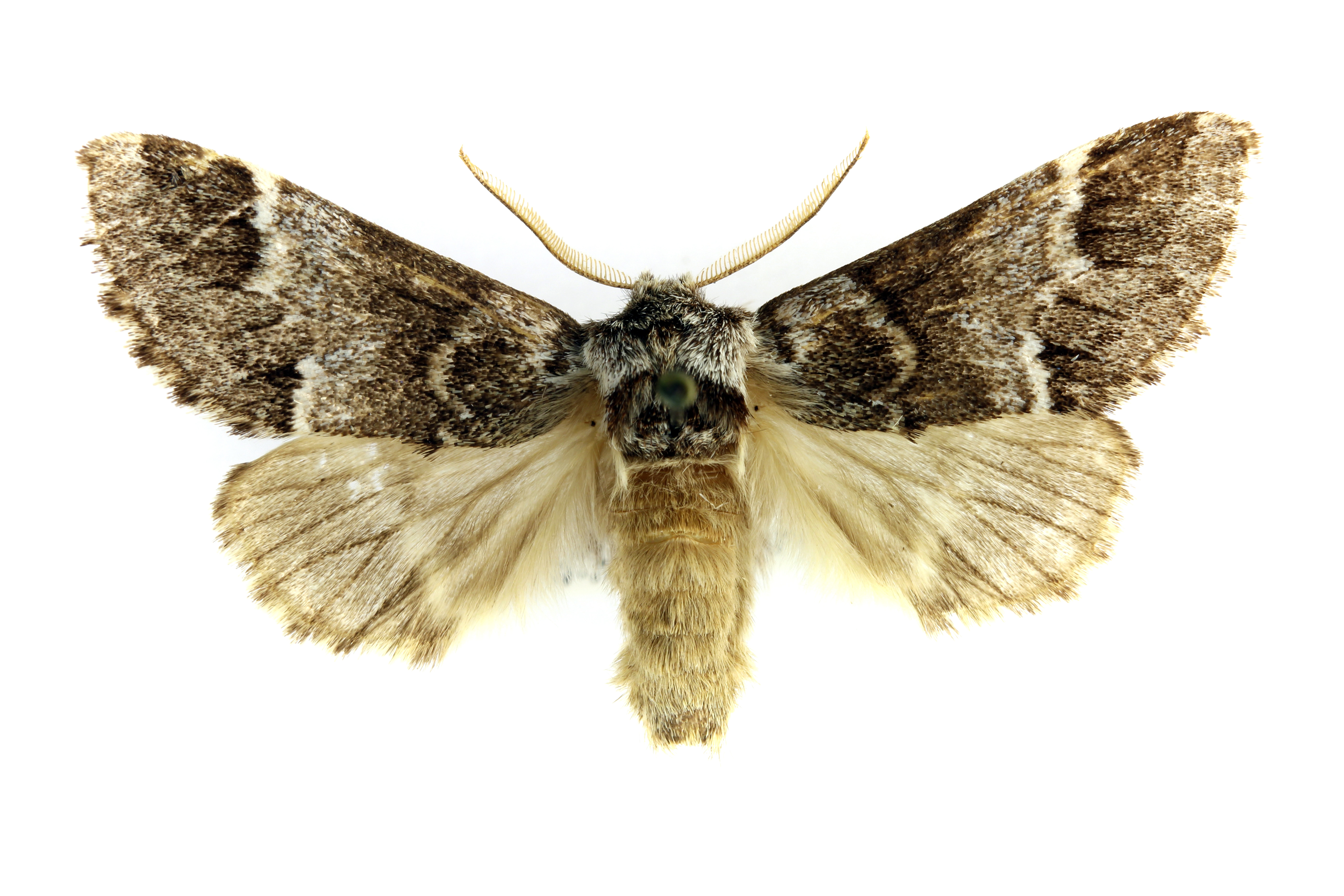
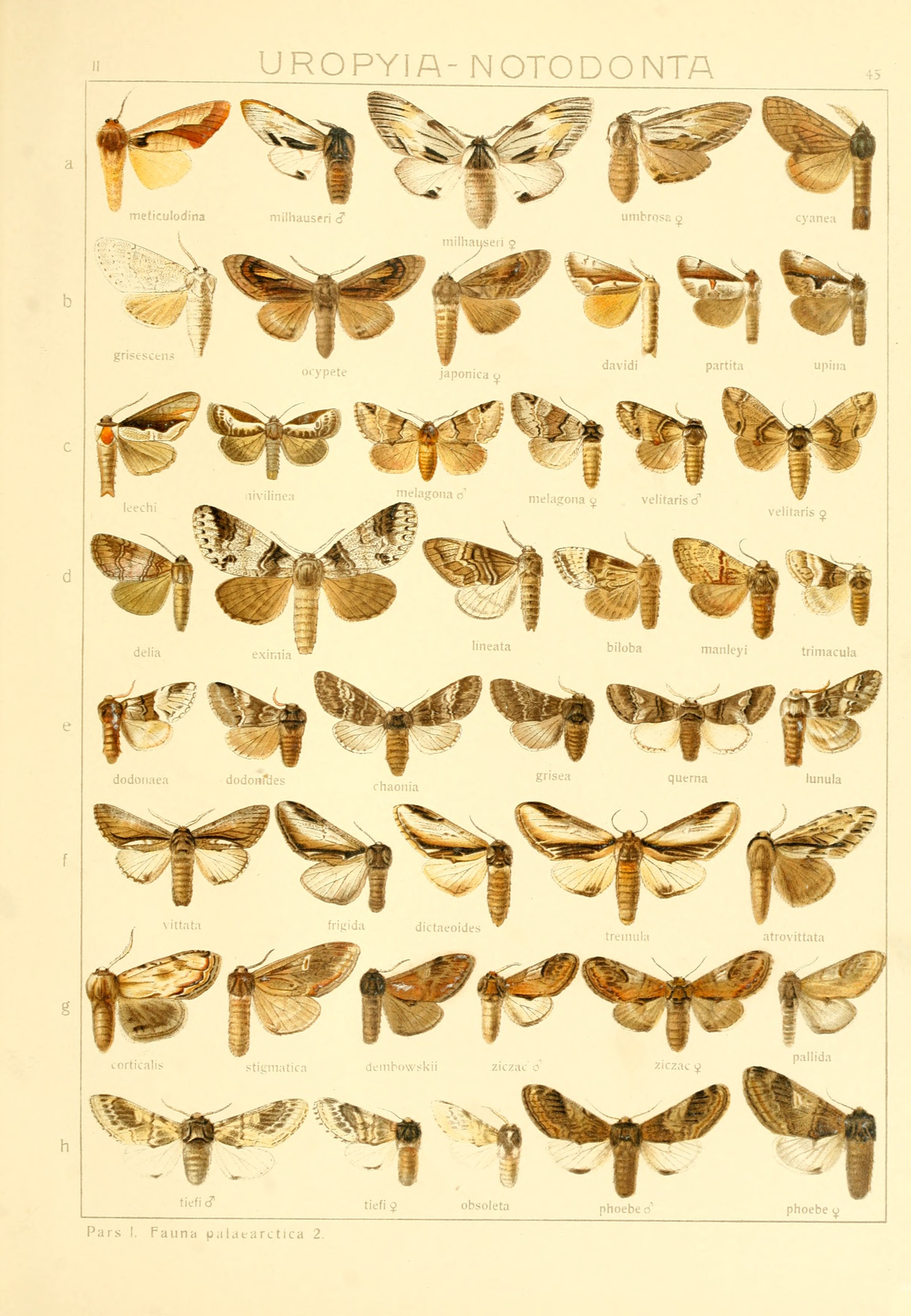
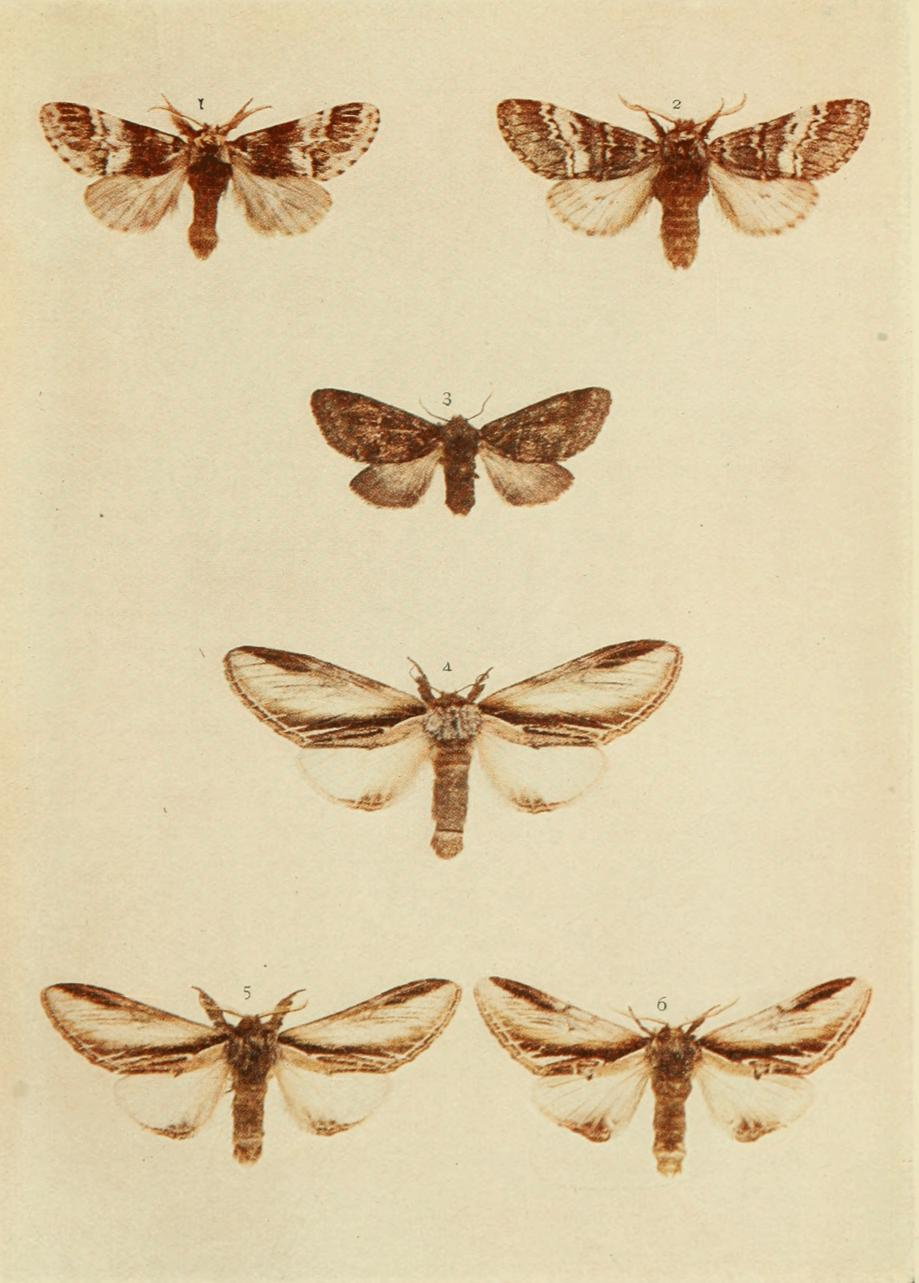
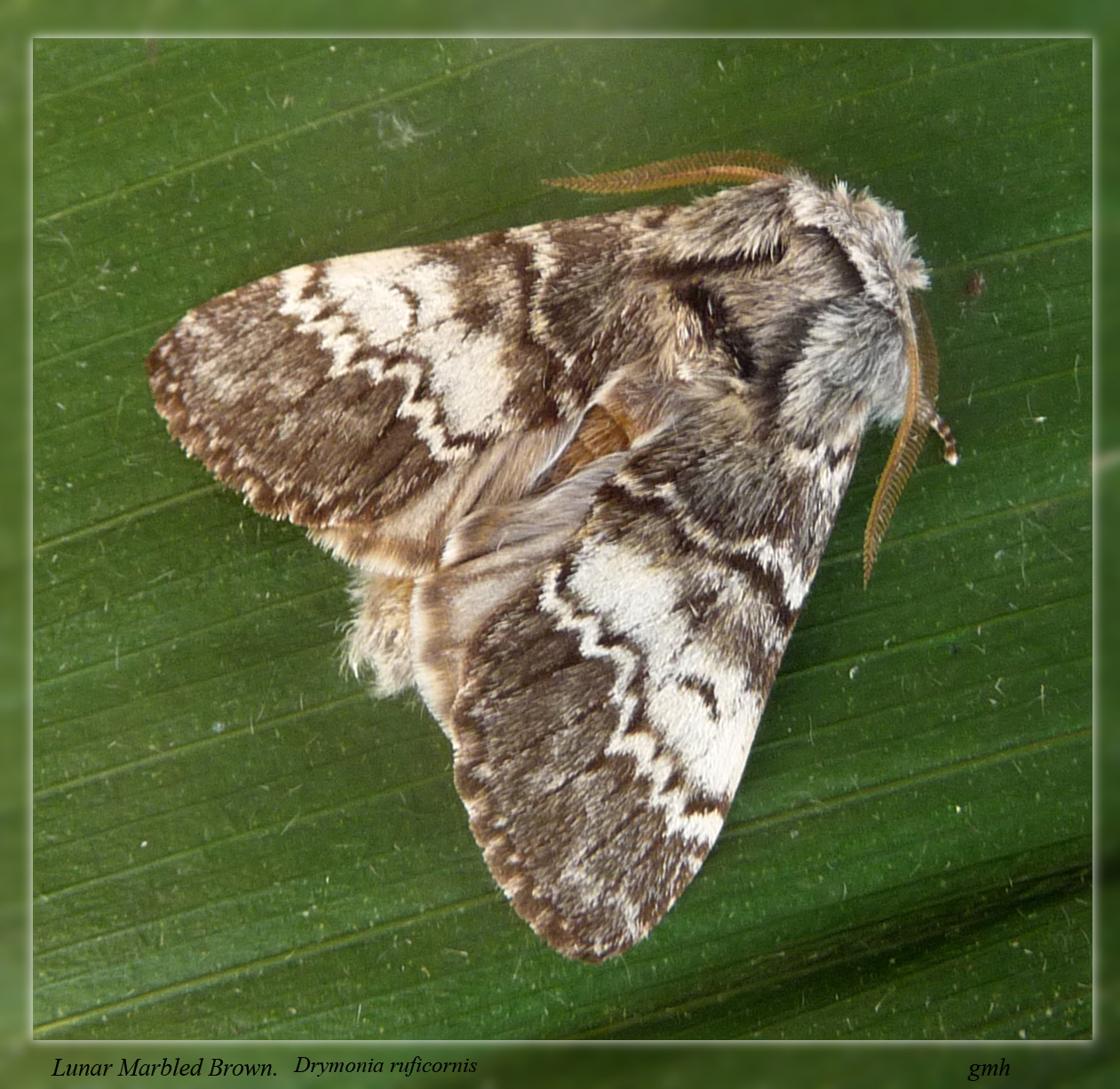